# Daichi Hayashi
Daichi Hayashi (林 大地, Hayashi Daichi), né le 23 mai 1997 à Osaka au Japon, est un footballeur japonais évoluant au poste d'avant-centre au Gamba Osaka.

## Biographie

### Sagan Tosu
Né dans la Préfecture d'Osaka au Japon, Daichi Hayashi rejoint le Sagan Tosu en août 2019. Il joue son premier match en professionnel le 11 août 2019, lors d'une rencontre de J1 League face au Cerezo Osaka. Il entre en jeu à la place de Fernando Torres et se fait remarquer en inscrivant son premier but en professionnel, donnant par la même occasion la victoire à son équipe (1-2 score final),.
Le 17 mars 2021, Hayashi se fait remarquer en inscrivant le premier doublé de sa carrière, lors d'une rencontre de championnat face à Kashiwa Reysol. Titularisé ce jour-là, ses deux buts permettent à son équipe de l'emporter (2-0 score final).

### Saint-Trond VV
Le 7 août 2021, Daichi Hayashi s'engage en faveur du Saint-Trond VV.
Hayashi se fait remarquer dès son premier match pour Saint-Trond, le 28 août 2021, lors d'une rencontre de championnat contre le Cercle Bruges KSV. Titulaire, il donne la victoire à son équipe en étant l'unique buteur de la partie.

### Equipe nationale
En mars 2021 il est appelé avec l'équipe du Japon des moins de 23 ans, où il joue deux matchs et inscrit un but.